# Lorenzo (Musikprojekt)
Lorenzo war ein Deep-House-Musikprojekt von Joachim Schäfer (aka. Yoshino) aus Essen und Tim Bernhardt aus Dortmund.

## Geschichte
Das Duo wurde von dem Violinisten Joachim Schaefer und dem Produzenten Tim Bernhardt in Dortmund gegründet. 1999 erschien das Debütalbum Ism bei Draft Recordings.
Das Intro der Platte ist ein Sample aus dem Film Star Trek IV: Zurück in die Gegenwart das sich zum Teil auch im Lied Underwater wiederfindet.
Seit dem zweiten Album Esque wurden sie von der Sängerin Linda Mathews unterstützt. Das Projekt wurde 2006 eingestellt bzw. ist nicht mehr aktiv.
Danach arbeiteten die beiden Lorenzo-Gründer vorwiegend als Musikproduzenten für Film- und Fernsehproduktionen, Funk und Online-Medien sowie an diversen Einzel- und weiteren Bandprojekten.

## Diskografie

### Alben
- 1999 – Ism
- 2001 – Esque
- 2003 – Phon